# Iglesia de madera de Borgund

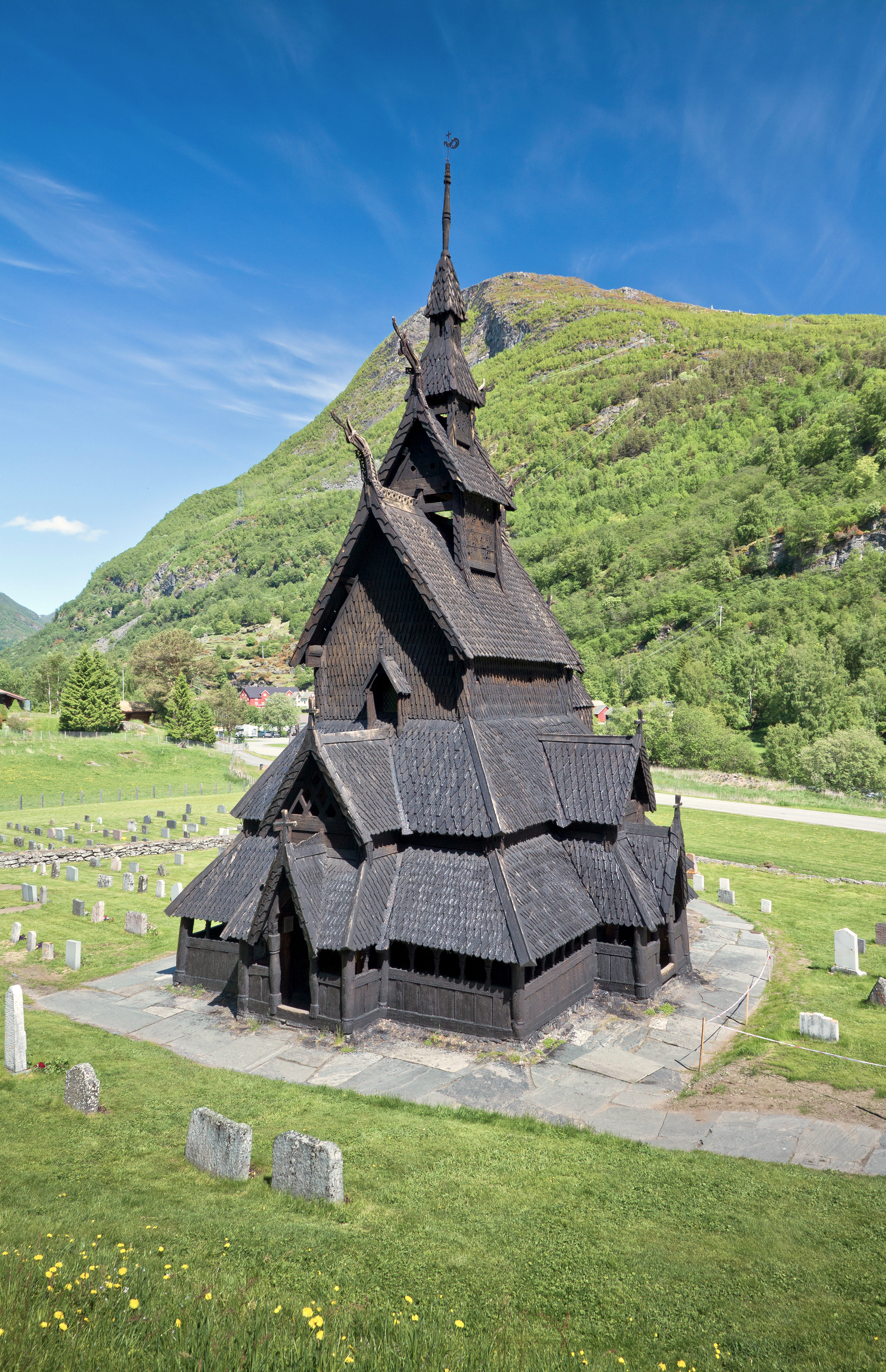
Vista de conjunto de la iglesia de Borgund

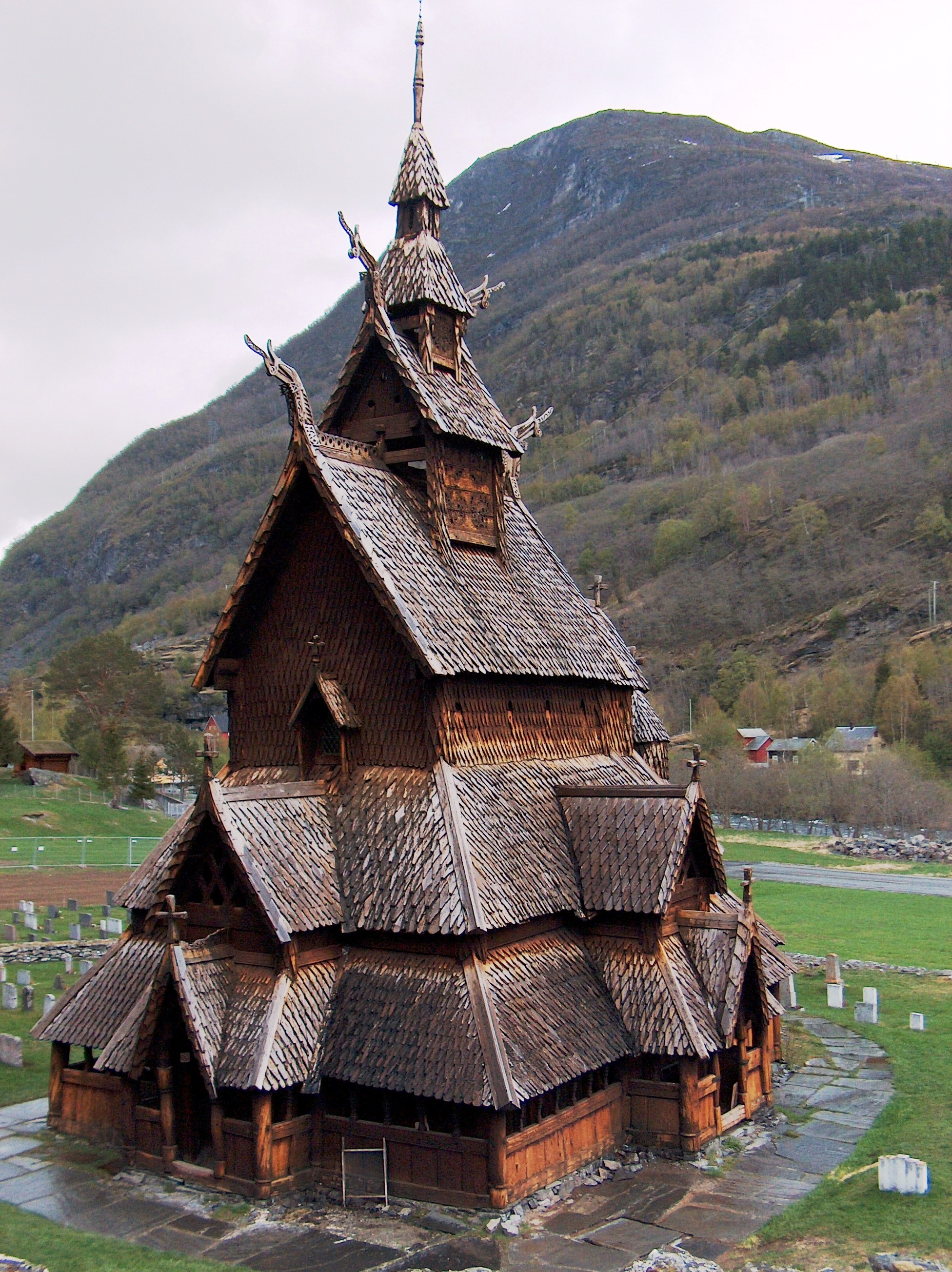
La iglesia de Borgund, vista desde el occidente.

La Iglesia de madera de Borgund es un antiguo templo del tipo stavkirke de la localidad de Borgund (municipio de Lærdal, provincia de Sogn og Fjordane), en Noruega. Su construcción data de finales del siglo XII. Actualmente sólo funciona como museo.
Es la obra maestra de las treinta stavkirke medievales que han sobrevivido hasta la actualidad. Presenta un diseño monumental, con su característico techo de escalonamiento séxtuplo con decoración en forma de cabezas de dragones. Es también la mejor conservada, la más conocida y una de las más visitadas.
Su buen estado de conservación la ha convertido en la mejor representante de las stavkirke, y varias reconstrucciones de otras iglesias de este tipo se han apoyado en ella.

## Historia

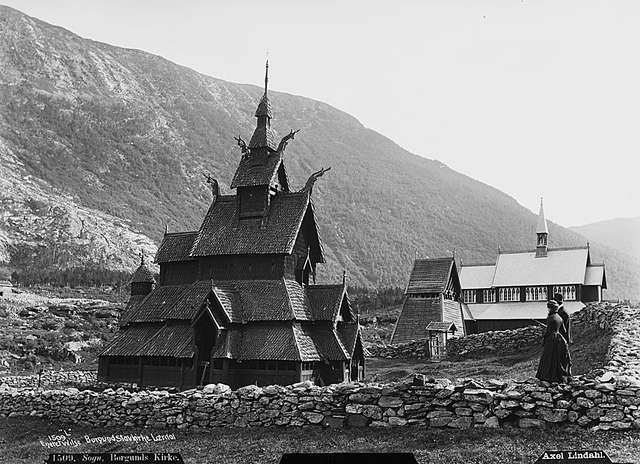
Fotografía de Axel Lindahl, entre 1880 y 1890.

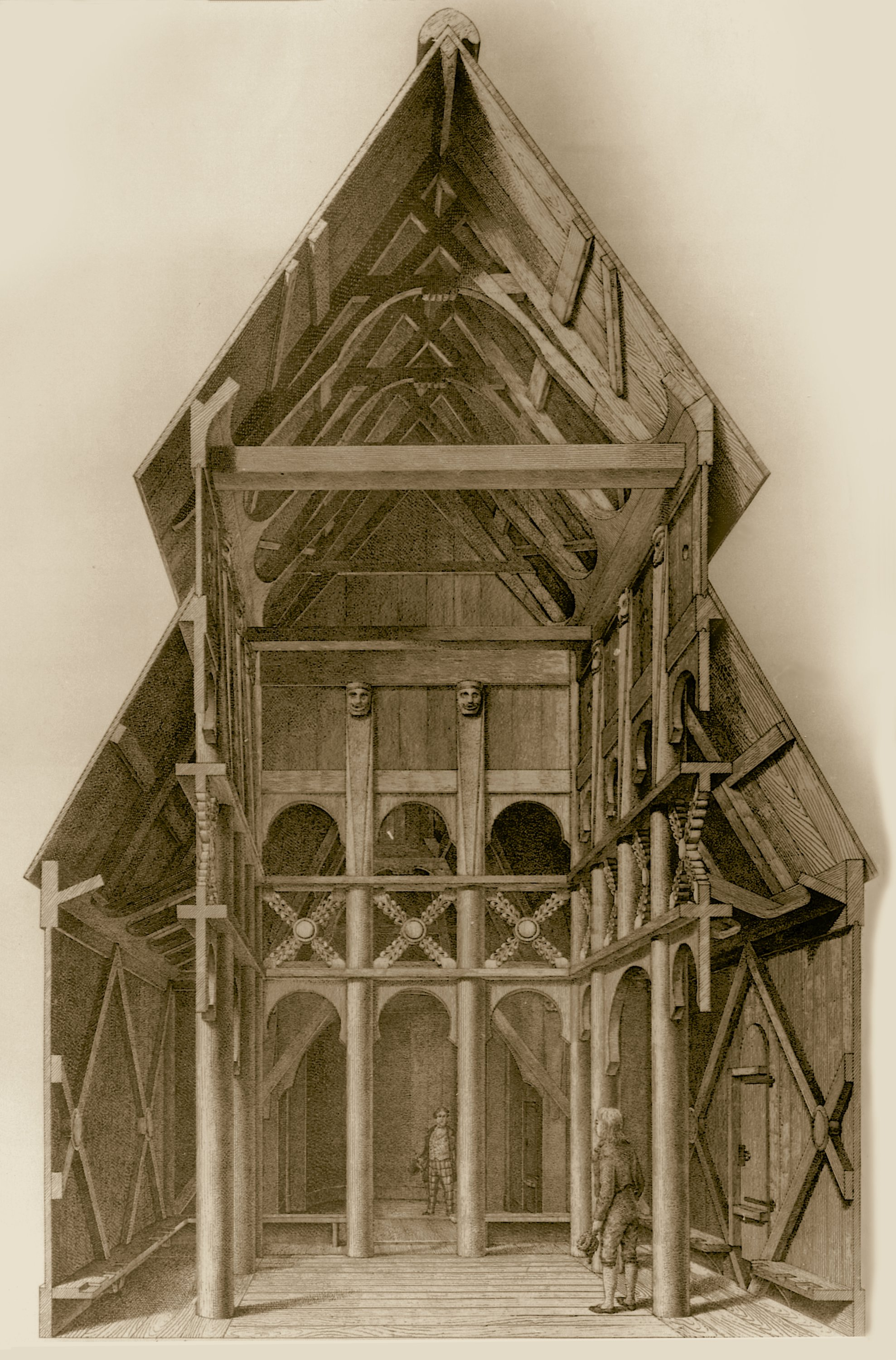
Dibujo del interior de G. A. Bull.

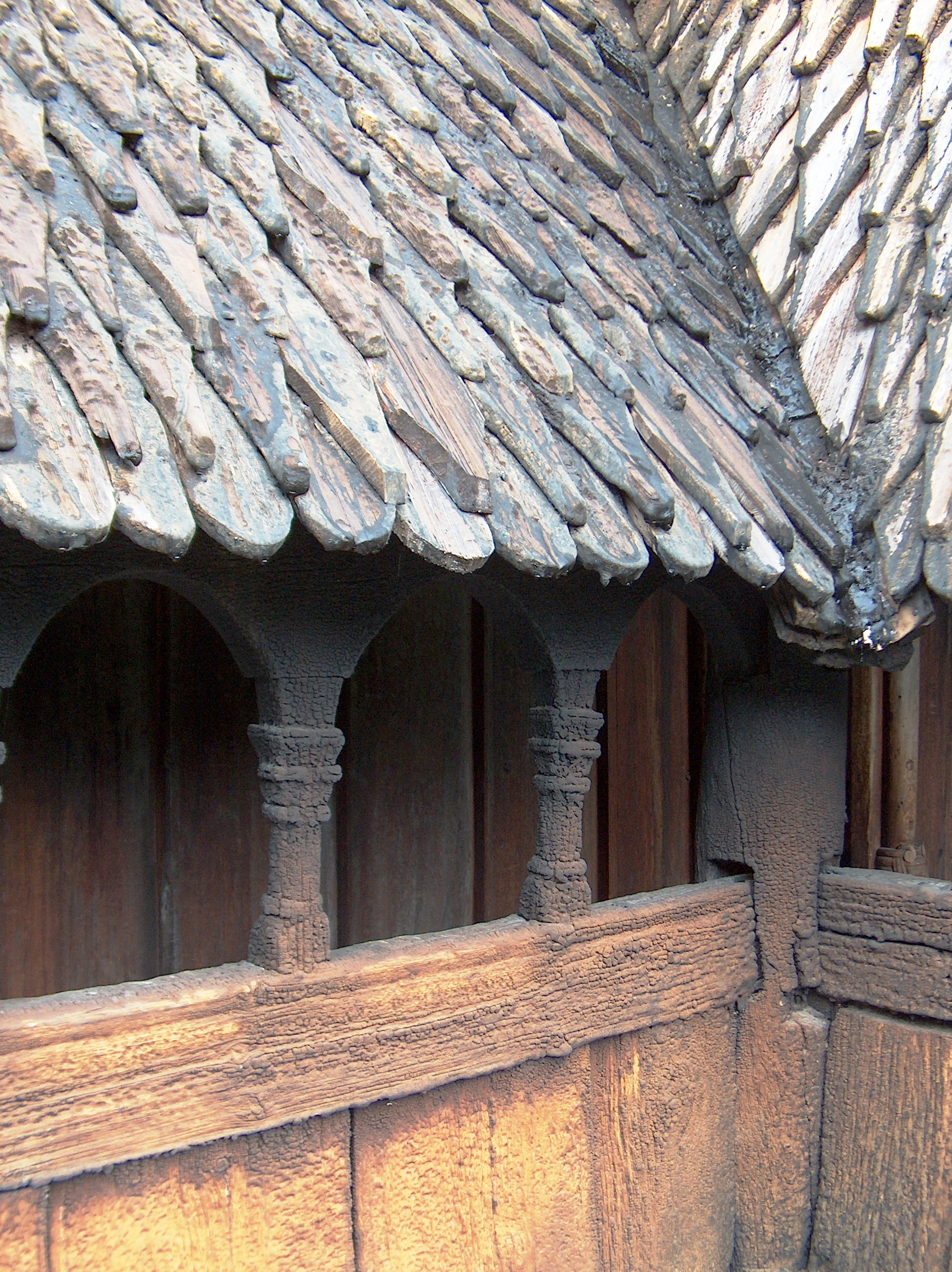
Detalle de la galería, con su arcada enana y las tejuelas del techo.

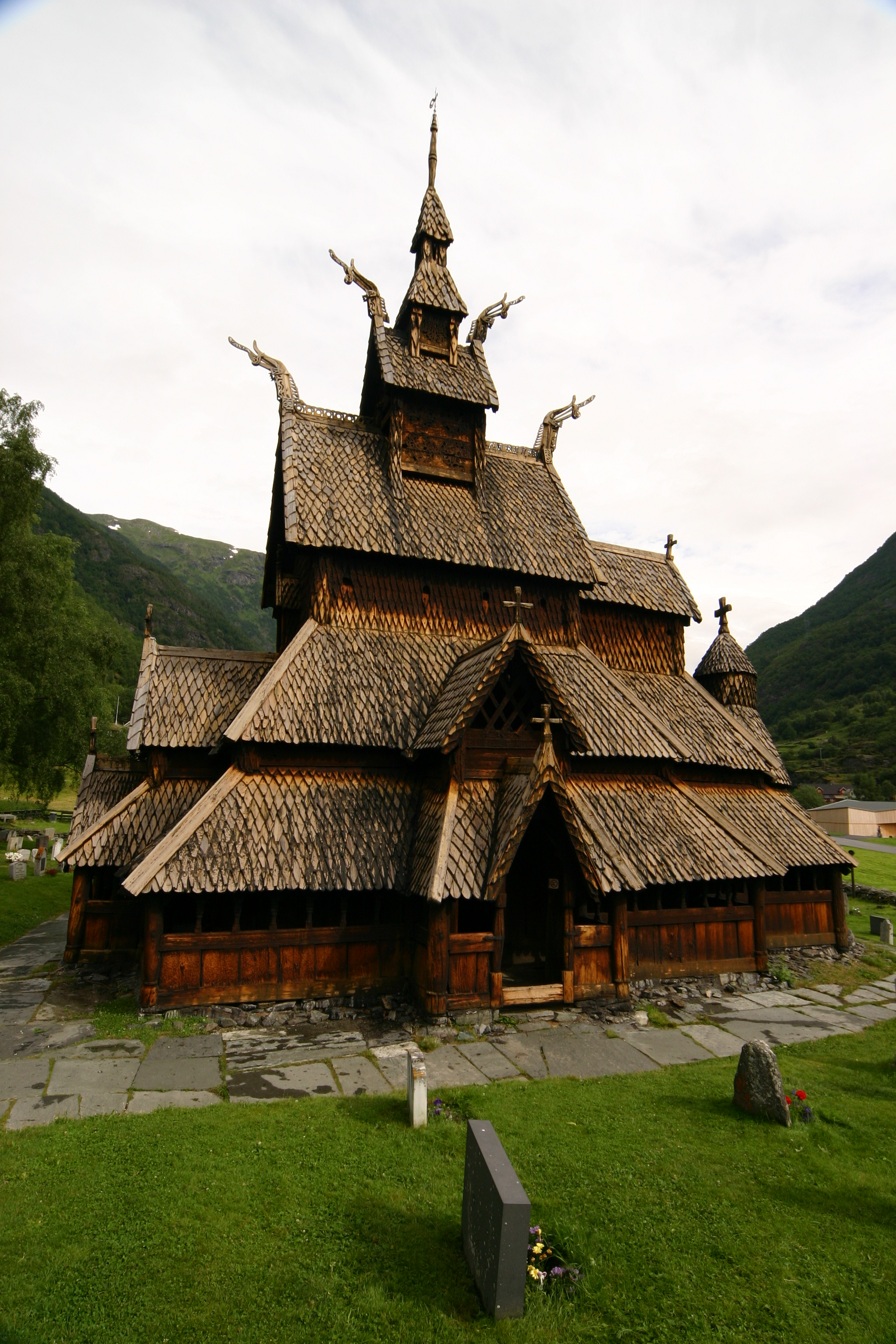
Vista desde el sur.

Es mencionada por primera vez en una fuente escrita de 1342. Las investigaciones científicas han utilizado la dendrocronología para datarla, y se ha descubierto que la madera fue cortada en el invierno de 1180 y 1181. Con base en ello se establece que hacia 1200 el edificio estaba terminado.
Consagrada a San Andrés, fue utilizada como iglesia hasta 1868, cuando a su lado se construyó la nueva iglesia de Borgund. Fue comprada por la Sociedad para la Preservación de los Monumentos Antiguos en 1877 y desde entonces comenzó a ser utilizada con fines turísticos, convirtiéndose en un museo.
La iglesia fue motivo de investigaciones arqueológicas en 1969 y 1986. Bajo su piso se encontraron restos de edificios de madera, probablemente de una iglesia anterior que se situaba en el mismo lugar.

## Construcción

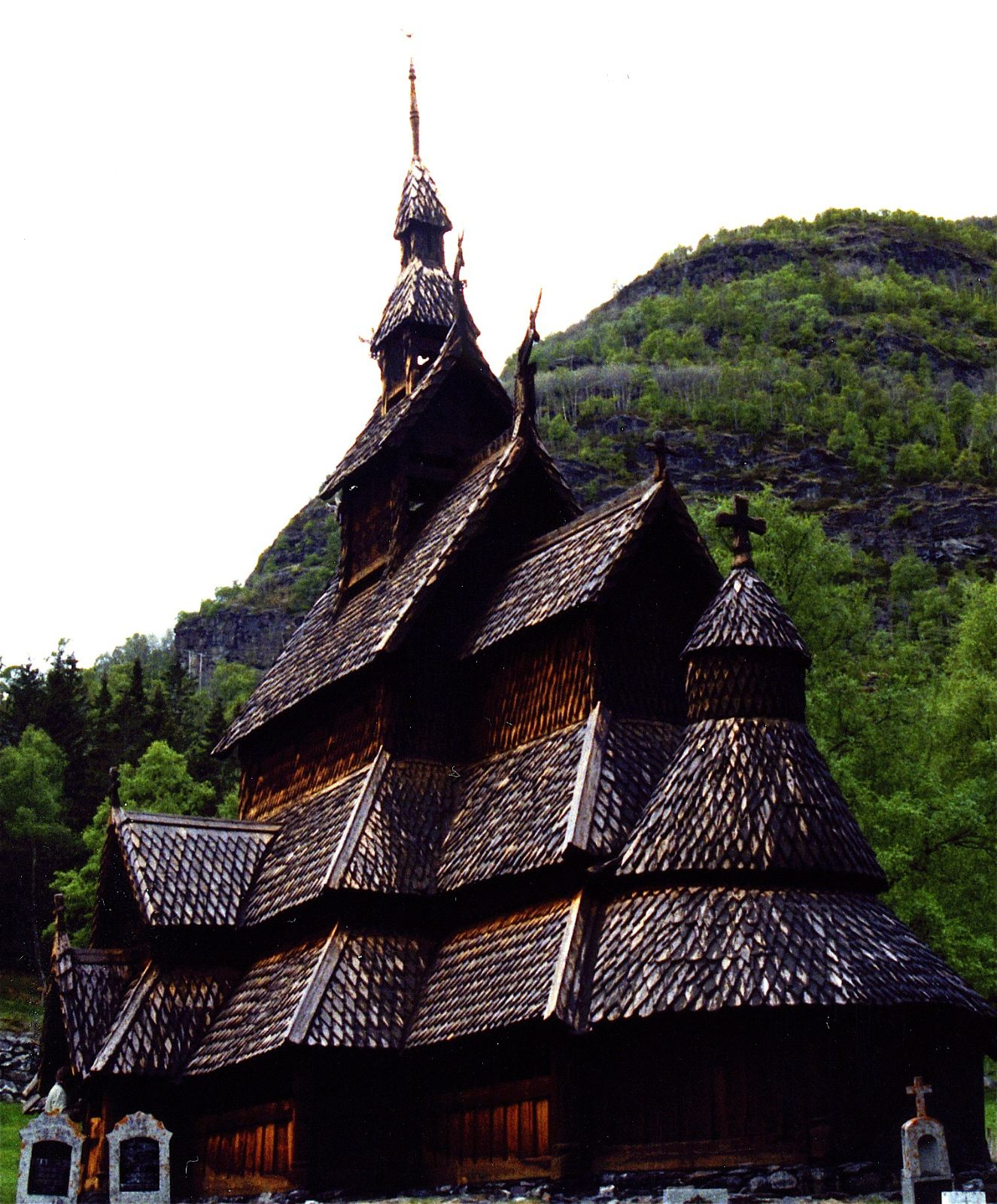
Vista desde el oriente.

La mayor parte de la construcción medieval de la iglesia se ha conservado. El templo consta de nave, coro y ábside y está rodeada por una galería exterior (sval). Tanto la nave como el coro presentan una sala con techo elevado rodeada por un deambulatorio con techo más bajo.
El techo del ábside es de forma cónica. Hay una torre central sobrepuesta al techo de la nave, compuesta de tres cuerpos. Una segunda torre, bastante pequeña, se halla sobre el techo del ábside. Así, la iglesia tiene su techo distribuido en un escalonamiento séxtuplo (un techo en la galería, uno en el deambulatorio, uno en la sala central y tres en la torre de la nave).
En sus entradas, la iglesia tiene proyecciones que forman piñones rematados en una cruz sobre el techo de la galería, así como en el techo del deambulatorio de la nave. La galería está semidescubierta, al no poseer puertas y al tener una pequeña arcada descubierta al exterior.
Los postes, tablones y soleras son originales, mientras que la torre de la nave, la torre del ábside y la galería exterior, aunque medievales, son posiblemente posteriores.
Hay tres portales en la iglesia. La nave tiene portales hacia el occidente y al sur, mientras que el coro sólo uno que mira al sur. El portal occidental, el principal de la iglesia, tiene arquivoltas, está flanqueado por columnas y posee una rica decoración con representaciones animales (principalmente dragones) y vegetales. El portal sur de la nave es similar al portal occidental, pero de decoración más modesta que este último. En la cima de los capiteles de los portales hay leones tallados.
Una parte de las vigas de la armadura del techo fue cambiada en 1738, como se desprende de una inscripción en una viga. También buena parte de la decoración del techo fue cambiada, y sólo una cabeza de dragón es original.
También el interior se encuentra bastante bien conservado, aunque el crucifijo medieval de madera fue retirado durante la reforma protestante. El piso y las bancas unidas a la pared de la nave se han conservado parcialmente. También hay un altar de piedra y una pila bautismal de esteatita, ambos de origen medieval.
El púlpito es del periodo entre 1550-1570 y el retablo de 1654. La pintura del retablo muestra una crucifixión en el centro, a cuyos flancos se sitúan la Virgen María y Juan el Bautista. En la parte del tímpano hay una pintura de una paloma sobre un fondo azul y bajo esta una inscripción con letras doradas sobre un fondo negro.
Los postes de la sala central de la nave presentan máscaras grotescas talladas en su parte superior.

## Centro turístico
La iglesia de Borgund es un atractivo turístico bastante visitado, lo que ha generado ciertos problemas. En 1973 se colocó un piso alterno para proteger al original y las visitas se han restringido a ciertas épocas del año. Hay un centro para visitantes que cuenta con su propia cafetería.
Uno de sus principales atractivos, además, es su situación paisajística excepcional, pues se halla muy próxima al fiordo noruego más extenso, el llamado Sognenfjorden.